# Pipreola
A Pipreola a madarak (Aves) osztályának a verébalakúak (Passeriformes) rendjébe, ezen belül a kotingafélék (Cotingidae) családjába tartozó nem.

## Rendszerezésük
A nemet William John Swainson angol ornitológus írta le 1838-ban, jelenleg az alábbi fajok tartoznak ide:
- Pipreola chlorolepidota
- pettyes gyümölcskotinga (Pipreola formosa)
- Pipreola frontalis
- Pipreola whitelyi
- szalagos gyümölcskotinga (Pipreola arcuata)
- Pipreola riefferii
- Pipreola intermedia
- Pipreola lubomirskii
- Pipreola aureopectus
- Pipreola jucunda
- Pipreola pulchra

## Előfordulásuk
Dél-Amerika északi és nyugati részén honosak. A természetes élőhelyük a szubtrópusi vagy trópusi esőerdők.

## Megjelenésük
Testhosszuk 12-23 centiméter közötti.

## Életmódjuk
Gyümölcsökkel táplálkoznak.